# Mars Pathfinder
För andra betydelser, se Pathfinder.

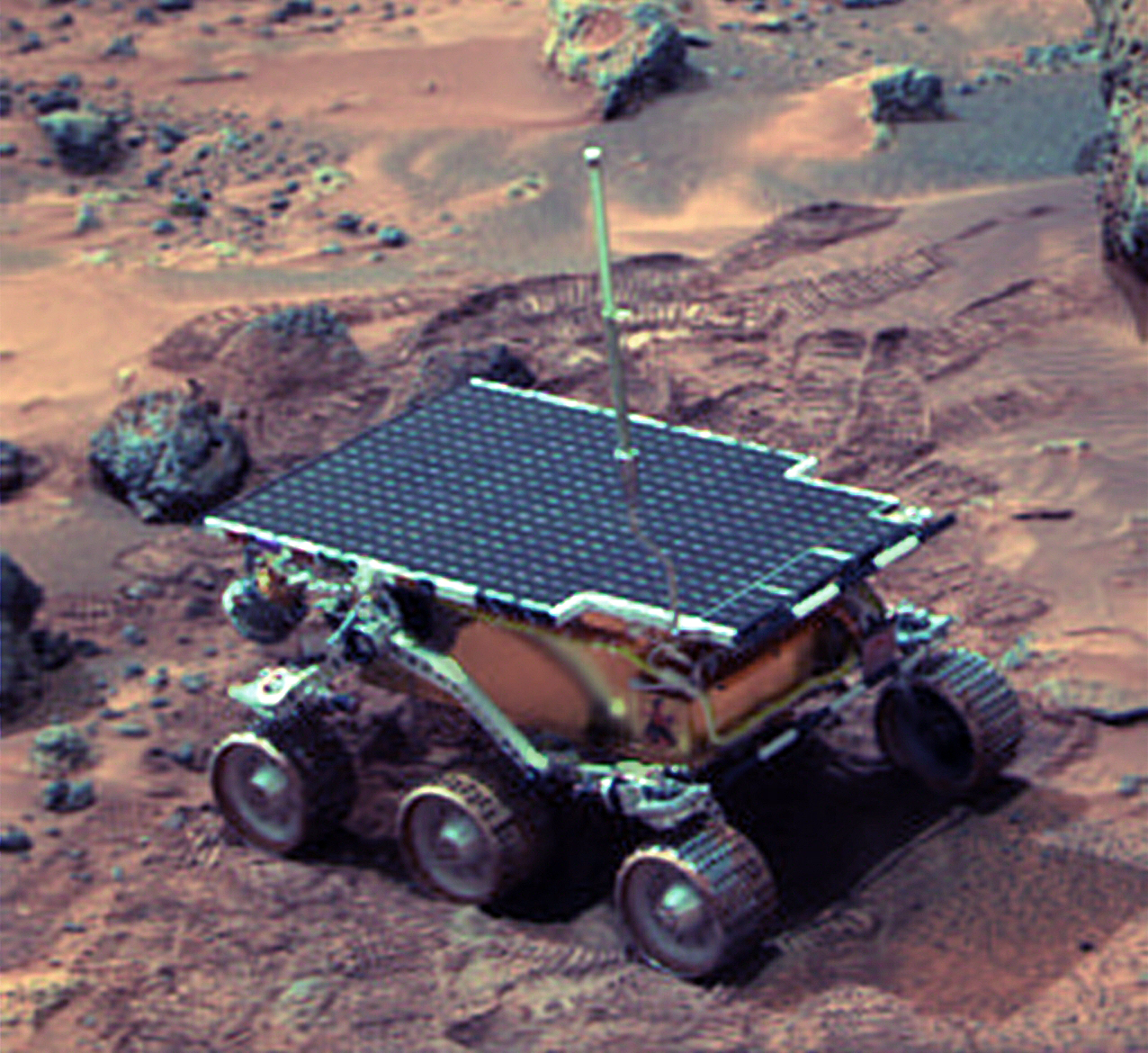
Sojourner

Mars Pathfinder (stigfinnare) är en av NASA:s marslandare. Den var en del av Discovery-programmet. Den sköts upp med en Delta II raket, från Cape Canaveral Air Force Station, den 4 december 1996. Efter sju månaders färd landade den på Mars den 4 juli 1997. Fram tills den 27 september 1997 sände den tillbaka data.
Man hade beräknat att landare och rover skulle fungera minst en vecka, kanske upp till en månad efter landning. De båda fungerade i tre månader.

## Vetenskaplig utrustning
Mars Pathfinder (Landaren):
Sojourner (Rover):

## Sojourner
Sojourner är en sexhjulig farkost som är 65 cm lång, 48 cm bredd, 30 cm hög och väger 10.5 kg. Högsta hastighet var en centimeter per sekund. Den fungerade i 83 marsdygn och sände under denna tid 550 bilder tillbaka till Jorden. Den gjorde även 16 materialprover på olika platser runt landaren. 
Den är döpt efter människorättsaktivisten Sojourner Truth.

### Fotnoter
1. ↑  ”NASA Space Science Data Coordinated Archive” (på engelska). NASA. https://nssdc.gsfc.nasa.gov/nmc/spacecraft/display.action?id=1996-068A. Läst 1 april 2020.
2. ↑  ”NASA - Mars Pathfinder and Sojourner” (på engelska). www.nasa.gov. https://www.nasa.gov/mission_pages/mars-pathfinder/. Läst 8 mars 2017.